# Rachael Ellering
Rachael Ellering (ur. 28 grudnia 1992 w Sauk Centre) – amerykańska wrestlerka. W latach 2021–2022 związana była z amerykańską fedracją Impact Wrestling, gdzie jeden raz zdobyła Impact Knockouts Tag Team Championship wraz z Jordynne Grace. Karierę zawodniczą rozpoczęła w 2015, występując na amerykańskiej scenie niezależnej, jak również w World Wrestling Entertainment (WWE; pod pseudonimem ringowym Rachael Evers), All Elite Wrestling (AEW), National Wrestling Alliance (NWA), Ring of Honor (ROH) i japońskiej federacji World Wonder Ring Stardom. Córka Paula Elleringa.

## Mistrzostwa i osiągnięcia

### Trójbój siłowy
- World Classic Powerlifting Championships
  - Brązowa medalistka w 2014 (juniorzy)[6]

### Wrestling
- Impact Wrestling
  - Impact Knockouts Tag Team Championship (1x) – z Jordynne Grace
  - IMPACT Year End Awards
    - Knockouts Tag Team of the Year (2021) – z Jordynne Grace[7]
- Maverick Pro Wrestling
  - MPW Women’s Championship (1x)[8]
- Pro Wrestling Illustrated
  - PWI umieściło ją na 87. miejscu rankingu wrestlerek PWI Top 100 w 2019[9]
- Pro Wrestling Magic
  - PWM Women’s Championship (1x)[8]
- Resistance Pro Wrestling
  - RPW Women’s Title Tournament (2016)[10]
  - RPW Women’s Championship (1x)[8]
- WrestleCircus
  - WrestleCircus Lady of the Ring Championship (1x)[8]